# Christiaan Eijkman
Christiaan Eijkman (født 11. august 1858 i Nijkerk Nederlandene, død 5. november 1930 i Utrecht) var en nederlandsk hygiejniker og militærlæge.
Eijkman blev 1883 militærlæge på Java og deltog i Winkler og Pekelharings videnskabelige ekspedition til udforskning af sygdommen beriberi. I 1898 blev han professor i hygiejne ved universitetet i Utrecht. Eijkman var gennem sine studier af beriberi en af vitaminlærens grundlæggere. Han påviste, at sygdommen eksperimentelt kunne fremkaldes hos høns, hvis de ensidigt blev fodret med poleret ris, men at tilsætning af risklid (kerneskaller) forhindrede sygdommen eller helbredte en allerede udbrudt sygdom. Hermed var det påvist, at risens skal indeholdt specielle emner, som manglede i risets hvide del. Først senere fik de navnet B-vitamin (Thiamin). Takket være Eijkmans indsatser blev det muligt at helbrede sygdommen. Han modtog Nobelprisen i medicin 1929 sammen med Frederick Gowland Hopkins. 